# Simulium wellmanni
Simulium wellmanni es una especie de insecto del género Simulium, familia Simuliidae, orden Diptera.

## Taxonomía
Fue descrita científicamente por Roubaud, 1906.